# Eleague Major: Boston 2018
Eleague Major: Boston 2018 – dwunasty sponsorowany przez Valve turniej mistrzowski nazywany Majorem w Counter-Strike: Global Offensive zorganizowany wraz z Eleague w dniach 12–28 stycznia 2018. 
W turnieju zastosowano nową formułę rozgrywek, w której przewidziano udział 24 drużyn z całego świata. Szesnaście zespołów zakwalifikowano na podstawie wyników poprzedniego majora, a pozostałe osiem wyłoniono podczas regionalnych turniejów nazywanych minorami. Pula nagród turnieju wynosiła milion dolarów, z czego połowa przypadała zwycięzcy. Był to pierwszy major, w którym rozgrywki prowadzone były w dwóch różnych miastach. Pierwsze dwie fazy turnieju rozgrywane były na Eleague Arenie w Atlancie, zaś mecze fazy pucharowej na Agganis Arenie w Bostonie. Mecz finałowy w szczytowym momencie obejrzało ponad 1,8 mln widzów, co było nowym rekordem oglądalności.
Do finału dotarła europejska drużyna FaZe Clan, które pokonała w półfinale wynikiem 2:0 ukraińskie Na’Vi, oraz amerykańskie Cloud9, które zwyciężyło 2:1 w starciu z brazylijskim SK Gaming. W wyniku niezwykle zaciętego pojedynku finałowego, w którym podczas ostatniej mapy konieczne były dwie dodatkowe dogrywki, turniej ostatecznie wygrało Cloud9 wynikiem 2:1, stając się pierwszą w historii amerykańską drużyną, której udało się zwyciężyć turniej rangi major. Tytuł najlepszego gracza zdobył Tarik "tarik" Celik.

## Drużyny
Udział w turnieju miały zapewnione wszystkie zespoły z poprzedniego majora. Osiem najlepszych zespołów posiadało status Legendy i grę zaczynali od Fazy Legend. Drużyny z miejsc 9-16 były nazywane Powracającymi Pretendentami i swoje zmagania zaczynały już od Fazy Pretendentów. W związku z powiększeniem liczby drużyn na turnieju, osiem ostatnich miejsc zdobyły po dwie najlepsze drużyny z każdego regionu w kwalifikacjach nazywanych Minor.
| Legendy - 100 Thieves - Astralis - BIG - Fnatic - Gambit Esports - North - SK Gaming - Virtus.pro | Powracający pretendenci - Cloud9 - FaZe Clan - Flipsid3 Tactics - G2 Esports - mousesports - Natus Vincere - Sprout Esports - Vega Squadron | Nowi pretendenci - AVANGAR - Flash Gaming - Misfits - Renegades - Space Soldiers - Team Envy - Team Liquid - Quantum Bellator Fire |

1. ↑  100 Thieves zyskało miejsce po przejęciu składu Immortals, jednak z powodu problemów z uzyskaniem wizy nie byli w stanie wziąć udziału w turnieju.
2. ↑   Sprout Esports zajęło miejsce PENTA Sports po podpisaniu kontaktów z innocent, kRYSTAL oraz zehN.
3. ↑  Flash Gaming zajęło miejsce Tyloo po problemach z uzyskaniem wizy przez zawodnika BnTeT z drużyny Tyloo.

## Format rozgrywek
Turniej w nowej formule podzielono na trzy etapy. Dwie pierwsze fazy rozgrywano stosując system szwajcarski i tryb BO1, natomiast w trzeciej fazie mistrzostw zastosowano system pojedynczej eliminacji z trybem BO3. Pierwszy etap, The New Challengers (dawniej kwalifikacje offline), odbył się w dniach 12–15 stycznia, stanowił zamknięte kwalifikacje online, w którym wzięli udział powracający oraz nowi pretendenci. W drugim etapie, The New Legends (dawniej zwanym fazą grupową), odbywał się w dniach 19–22 stycznia i uczestniczyło w nim najlepsze osiem drużyn z pierwszego etapu oraz osiem drużyn ze statusem legend z poprzedniego majora. Do ostatniego etapu, The New Champions (dawniej faza pucharowa), który odbył się w dniach 26–28 stycznia, dostało się najlepsze osiem drużyn z etapu drugiego. Drużyny te uzyskały status legend, który zapewniał im udział w kolejnym majorze.

### Pula map
Pula map, na których były prowadzone zmagania zespołów, pomimo wydania przez Valve nowej wersji mapy Dust II oraz system odrzucania i wyboru map pozostały niezmienione od poprzedniego majora.
- Cache
- Cobblestone
- Inferno
- Mirage
- Nuke
- Overpass
- Train

## Faza The New Challengers
Faza The New Challengers, poprzednio znana jako kwalifikacje offline, rozgrywana była w dniach 12–15 stycznia 2018 w szesnastodrużynowym systemie szwajcarskim, w którym po pierwszym dniu rozgrywek drużyny grały kolejne mecze z drużynami o tym samym bilansie meczów. Każdy etap składał się z jednego meczu (tzw. best-of-1). Drużyny nie grały meczów z tym samym zespołem dwukrotnie, a przeciwnicy wybierani byli w sposób losowy. Każda drużyna z trzema wygranymi awansowała do kolejnego etapu (The New Legends), a każda drużyna z trzema porażkami była eliminowana z turnieju. Mecze fazy The New Challengers rozgrywane były bez udziału publiczności na Eleague Arenie w Atlancie.
W pierwszym etapie, drużyny z pierwszego koszyka spotkały się z drużynami z koszyka czwartego, zaś drużyny z drugiego koszyka – z drużynami z koszyka trzeciego. Koszyki przedstawiały się następująco:
- Koszyk 1: Cloud9, FlipSid3 Tactics, G2 Esports, Natus Vincere
- Koszyk 2: FaZe Clan, mousesports, Sprout Esports, Vega Squadron
- Koszyk 3: AVANGAR, Renegades, Space Soldiers, Team Liquid
- Koszyk 4: Flash Gaming, Misfits, Team Envy, Quantum Bellator Fire

W drugim etapie, zwycięzcy pierwszego meczu mierzyli się ze sobą w tzw. „meczach wysokich”, zaś drużyny które przegrały swoje mecze mierzyły się pomiędzy sobą w tzw. „meczach niskich”.
W etapie trzecim, mecze rozegrali między sobą zwycięzcy meczów wysokich (drużyny z wynikiem 2–0). Zwycięzcy tych meczów zakwalifikowali się do kolejnej fazy majora. Drużyny, które przegrały w etapie pierwszym, a odniosły zwycięstwo w meczach niskich, albo drużyny które zwyciężyły w etapie pierwszym, a poniosły porażkę w meczach wysokich (tj. drużyny z wynikiem 1–1), spotkały się ze sobą w meczach „średnich”. Z kolei drużyny, które poniosły porażkę zarówno w pierwszym, jak i drugim etapie, spotkały się ze sobą w meczach niskich etapu trzeciego. Drużyny, które przegrały ten mecz (tj. osiągną wynik 0–3), odpadały z turnieju. W grze pozostało zatem 12 drużyn.
W etapie czwartym drużyny, które przegrały mecze wysokie, a odniosły zwycięstwo w meczach średnich (tj. drużyny z wynikiem 2–1) spotkały się ze sobą w meczach wysokich etapu czwartego. Zwycięzcy tych spotkań zakwalifikowali się do kolejnej fazy majora. Z kolei drużyny, które przegrały mecze niskie, a odniosły zwycięstwo w meczach niskich (tj. drużyny z wynikiem 1–2), spotkały się ze sobą w meczach niskich etapu czwartego. Drużyny, które przegrały ten mecz (tj. osiągną wynik 1–3), zostały wyeliminowane z turnieju. W grze pozostało wówczas 6 drużyn.
W ostatnim etapie, do walki stanęły pozostałe drużyny (z wynikiem 2–2). Zwycięzcy tego etapu zakwalifikowali się do dalszej części turnieju, zaś pozostałe zostały wyeliminowane z majora.

### Tabela
| Poz.             | Drużyna               | W | P | WR | PR | RR  | Kwalifikacja             |
| ---------------- | --------------------- | - | - | -- | -- | --- | ------------------------ |
| 1                | Cloud9                | 3 | 0 | 48 | 21 | +27 | awans do The New Legends |
| 2                | G2 Esports            | 3 | 0 | 51 | 32 | +19 | awans do The New Legends |
| 3                | FaZe Clan             | 3 | 1 | 54 | 40 | +14 | awans do The New Legends |
| 4                | Vega Squadron         | 3 | 1 | 64 | 53 | +11 | awans do The New Legends |
| 5                | Space Soldiers        | 3 | 1 | 62 | 55 | +7  | awans do The New Legends |
| 6                | mousesports           | 3 | 2 | 70 | 53 | +17 | awans do The New Legends |
| 7                | Natus Vincere         | 3 | 2 | 54 | 48 | +6  | awans do The New Legends |
| 8                | Quantum Bellator Fire | 3 | 2 | 62 | 63 | -1  | awans do The New Legends |
| 9                | Renegades             | 2 | 3 | 64 | 64 | +0  | wyeliminowany            |
| 10               | Team Liquid           | 2 | 3 | 65 | 72 | -7  | wyeliminowany            |
| 11               | AVANGAR               | 2 | 3 | 59 | 68 | -11 | wyeliminowany            |
| 12               | Misfits               | 1 | 3 | 47 | 52 | -5  | wyeliminowany            |
| 13               | Team Envy             | 1 | 3 | 45 | 61 | -16 | wyeliminowany            |
| 14               | Sprout Esports        | 1 | 3 | 34 | 59 | -25 | wyeliminowany            |
| 15               | Flash Gaming          | 0 | 3 | 37 | 48 | -11 | wyeliminowany            |
| 16               | FlipSid3 Tactics      | 0 | 3 | 21 | 48 | -27 | wyeliminowany            |
| Źródło: hltv.org |                       |   |   |    |    |     |                          |

### Wyniki
| Etap 1           | Etap 1 | Etap 1      | Etap 1 | Etap 1                |
| Drużyna          | Wynik  | Mapa        | Wynik  | Drużyna               |
| ---------------- | ------ | ----------- | ------ | --------------------- |
| Vega Squadron    | 16     | Mirage      | 14     | Renegades             |
| mousesports      | 16     | Mirage      | 12     | AVANGAR               |
| FaZe Clan        | 16     | Overpass    | 14     | Team Liquid           |
| FlipSid3 Tactics | 4      | Overpass    | 16     | Misfits               |
| Sprout Esports   | 16     | Cobblestone | 11     | Space Soldiers        |
| Natus Vincere    | 16     | Inferno     | 8      | Quantum Bellator Fire |
| G2 Esports       | 16     | Inferno     | 11     | Flash Gaming          |
| Cloud9           | 16     | Cache       | 11     | Team Envy             |

| Etap 2           | Etap 2        | Etap 2        | Etap 2        | Etap 2                |
| Drużyna          | Wynik         | Mapa          | Wynik         | Drużyna               |
| Mecze wysokie    | Mecze wysokie | Mecze wysokie | Mecze wysokie | Mecze wysokie         |
| ---------------- | ------------- | ------------- | ------------- | --------------------- |
| mousesports      | 16            | Mirage        | 2             | Natus Vincere         |
| Sprout Esports   | 5             | Inferno       | 16            | Cloud9                |
| FaZe Clan        | 6             | Inferno       | 16            | Vega Squadron         |
| Misfits          | 5             | Cobblestone   | 16            | G2 Esports            |
| Mecze niskie     |               |               |               |                       |
| FlipSid3 Tactics | 10            | Cobblestone   | 16            | Team Liquid           |
| Space Soldiers   | 16            | Mirage        | 9             | AVANGAR               |
| Team Envy        | 6             | Cache         | 16            | Renegades             |
| Flash Gaming     | 13            | Inferno       | 16            | Quantum Bellator Fire |

| Etap 3                | Etap 3        | Etap 3        | Etap 3        | Etap 3         |
| Drużyna               | Wynik         | Mapa          | Wynik         | Drużyna        |
| Mecze wysokie         | Mecze wysokie | Mecze wysokie | Mecze wysokie | Mecze wysokie  |
| --------------------- | ------------- | ------------- | ------------- | -------------- |
| Vega Squadron         | 16            | Overpass      | 19            | G2 Esports     |
| mousesports           | 5             | Train         | 16            | Cloud9         |
| Mecze średnie         |               |               |               |                |
| Quantum Bellator Fire | 6             | Mirage        | 16            | FaZe Clan      |
| Misfits               | 13            | Train         | 16            | Space Soldiers |
| Sprout Esports        | 3             | Mirage        | 16            | Natus Vincere  |
| Renegades             | 14            | Cobblestone   | 16            | Team Liquid    |
| Mecze niskie          |               |               |               |                |
| Flash Gaming          | 13            | Inferno       | 16            | Team Envy      |
| FlipSid3 Tactics      | 7             | Train         | 16            | AVANGAR        |

| Etap 4                | Etap 4        | Etap 4        | Etap 4        | Etap 4         |
| Drużyna               | Wynik         | Mapa          | Wynik         | Drużyna        |
| Mecze wysokie         | Mecze wysokie | Mecze wysokie | Mecze wysokie | Mecze wysokie  |
| --------------------- | ------------- | ------------- | ------------- | -------------- |
| Team Luquid           | 14            | Mirage        | 16            | Vega Squadron  |
| FaZe Clan             | 16            | Train         | 4             | Natus Vincere  |
| Space Soldiers        | 19            | Mirage        | 17            | mousesports    |
| Mecze niskie          |               |               |               |                |
| Misfits               | 13            | Cache         | 16            | AVANGAR        |
| Renegades             | 16            | Cobblestone   | 10            | Sprout Esports |
| Quantum Bellator Fire | 16            | Inferno       | 12            | Team Envy      |

| Etap 5        | Etap 5 | Etap 5  | Etap 5 | Etap 5                |
| Drużyna       | Wynik  | Mapa    | Wynik  | Drużyna               |
| ------------- | ------ | ------- | ------ | --------------------- |
| mousesports   | 16     | Mirage  | 4      | Renegades             |
| AVANGAR       | 6      | Train   | 16     | Quantum Bellator Fire |
| Natus Vincere | 16     | Inferno | 5      | Team Liquid           |

### Baraże
Klasyfikacja drużyn walczących o miejsce w fazie grupowej oparta była na liczbie drużyn, jaką pokonali ich przeciwnicy w meczach fazy kwalifikacyjnej:
| Klasyfikacja wg ilości zwycięstw przeciwników | Klasyfikacja wg ilości zwycięstw przeciwników | Klasyfikacja wg ilości zwycięstw przeciwników |
| Renegades                                     | AVANGAR                                       | Team Liquid                                   |
| --------------------------------------------- | --------------------------------------------- | --------------------------------------------- |
| Vega Squadron (3)                             | mousesports (3)                               | FaZe Clan (3)                                 |
| Team Envy (1)                                 | Space Soldiers (3)                            | FlipSid3 Tactics (0)                          |
| Team Liquid (2)                               | FlipSid3 Tactics (0)                          | Renegades (2)                                 |
| Sprout Esports (1)                            | Misfits Gaming (1)                            | Vega Squadron (3)                             |
| mousesports (3)                               | Quantum Bellator Fire (3)                     | Natus Vincere (3)                             |
| 10                                            | 10                                            | 11                                            |

W pierwszej kolejności mecz rozegrały dwie słabsze drużyny według powyższej klasyfikacji. Zwycięzca tego spotkania zmierzył się z najlepszym zespołem walczącym o wejście do fazy grupowej. Wygrany z tego pojedynku zajął miejsce 100 Thieves podczas fazy grupowej.
| Drużyna     | Wynik | Mapa   | Wynik | Drużyna |
| ----------- | ----- | ------ | ----- | ------- |
| Renegades   | 10    | Mirage | 16    | AVANGAR |
| Team Liquid | 19    | Mirage | 15    | AVANGAR |

## Faza The New Legends
Faza The New Legends, wcześniej zwana fazą grupową, rozgrywana była na takich samych zasadach jak faza The New Challenegers. Drużyny, które zajęły pierwsze osiem miejsc na majorze w Krakowie miały zagwarantowane pewne miejsce w rozgrywkach tego etapu. Pozostałe osiem drużyn dostało się w wyniku rozgrywek pierwszej fazy majora. W pierwszym koszyku znalazły się trzy najlepsze ekipy z Krakowa oraz BIG, które zajęło pierwsze miejsce w fazie grupowej poprzednich mistrzostw zajmując miejsce nieobecnych 100 Thieves. W drugim koszyku znalazło się m.in. Cloud9, w wyniku losowaniu pomiędzy amerykańską drużyną, a G2 Esports. Wszystkie koszyki prezentowały się następująco:
- Koszyk 1: Astralis, BIG, Gambit Esports, Virtus.pro
- Koszyk 2: Cloud9, Fnatic, North, SK Gaming
- Koszyk 3: FaZe Clan, G2 Esports, Space Soldiers, Vega Squadron
- Koszyk 4: mousesports, Natus Vincere, Team Liquid, Quantum Bellator Fire

### Tabela
| Poz.             | Drużyna               | W | P | WR | PR | RR  | Kwalifikacja               |
| ---------------- | --------------------- | - | - | -- | -- | --- | -------------------------- |
| 1                | G2 Esports            | 3 | 0 | 48 | 20 | +28 | awans do The New Champions |
| 2                | FaZe Clan             | 3 | 0 | 48 | 23 | +25 | awans do The New Champions |
| 3                | Natus Vincere         | 3 | 1 | 53 | 33 | +20 | awans do The New Champions |
| 4                | SK Gaming             | 3 | 1 | 60 | 51 | +9  | awans do The New Champions |
| 5                | Quantum Bellator Fire | 3 | 1 | 55 | 49 | +6  | awans do The New Champions |
| 6                | mousesports           | 3 | 2 | 74 | 50 | +24 | awans do The New Champions |
| 7                | Cloud9                | 3 | 2 | 69 | 49 | +20 | awans do The New Champions |
| 8                | Fnatic                | 3 | 2 | 63 | 48 | +15 | awans do The New Champions |
| 9                | Space Soldiers        | 2 | 3 | 71 | 69 | +2  | wyeliminowany              |
| 10               | Gambit Esports        | 2 | 3 | 60 | 69 | -9  | wyeliminowany              |
| 11               | Vega Squadron         | 2 | 3 | 42 | 70 | -28 | wyeliminowany              |
| 12               | Team Liquid           | 1 | 3 | 45 | 53 | -8  | wyeliminowany              |
| 13               | Astralis              | 1 | 3 | 32 | 62 | -30 | wyeliminowany              |
| 14               | BIG                   | 1 | 3 | 30 | 60 | -30 | wyeliminowany              |
| 15               | North                 | 0 | 3 | 36 | 48 | -12 | wyeliminowany              |
| 16               | Virtus.pro            | 0 | 3 | 16 | 48 | -32 | wyeliminowany              |
| Źródło: hltv.org |                       |   |   |    |    |     |                            |

### Wyniki
| Etap 1         | Etap 1 | Etap 1   | Etap 1 | Etap 1                |
| Drużyna        | Wynik  | Mapa     | Wynik  | Drużyna               |
| -------------- | ------ | -------- | ------ | --------------------- |
| North          | 10     | Overpass | 16     | Vega Squadron         |
| Virtus.pro     | 3      | Cache    | 16     | Quantum Bellator Fire |
| BIG            | 5      | Inferno  | 16     | Team Liquid           |
| Fnatic         | 8      | Cache    | 16     | FaZe Clan             |
| Astralis       | 2      | Cache    | 16     | mousesports           |
| Cloud9         | 8      | Cache    | 16     | G2 Esports            |
| Gambit Esports | 16     | Nuke     | 5      | Natus Vincere         |
| SK Gaming      | 16     | Mirage   | 13     | Space Soldiers        |

| Etap 2                | Etap 2        | Etap 2        | Etap 2        | Etap 2         |
| Drużyna               | Wynik         | Mapa          | Wynik         | Drużyna        |
| Mecze wysokie         | Mecze wysokie | Mecze wysokie | Mecze wysokie | Mecze wysokie  |
| --------------------- | ------------- | ------------- | ------------- | -------------- |
| Quantum Bellator Fire | 19            | Inferno       | 16            | Gambit Esports |
| FaZe Clan             | 16            | Train         | 3             | Vega Squadron  |
| G2 Esports            | 16            | Inferno       | 8             | Team Liquid    |
| SK Gaming             | 16            | Mirage        | 12            | mousesports    |
| Mecze niskie          |               |               |               |                |
| Space Soldiers        | 16            | Cobblestone   | 13            | Cloud9         |
| Virtus.pro            | 6             | Inferno       | 16            | Fnatic         |
| BIG                   | 1             | Inferno       | 16            | Natus Vincere  |
| Astralis              | 16            | Train         | 14            | North          |

| Etap 3                | Etap 3        | Etap 3        | Etap 3        | Etap 3         |
| Drużyna               | Wynik         | Mapa          | Wynik         | Drużyna        |
| Mecze wysokie         | Mecze wysokie | Mecze wysokie | Mecze wysokie | Mecze wysokie  |
| --------------------- | ------------- | ------------- | ------------- | -------------- |
| Quantum Bellator Fire | 4             | Cache         | 16            | G2 Esports     |
| SK Gaming             | 12            | Cache         | 16            | FaZe Clan      |
| Mecze średnie         |               |               |               |                |
| Vega Squadron         | 3             | Mirage        | 16            | mousesports    |
| Team Liquid           | 9             | Overpass      | 16            | Natus Vincere  |
| Fnatic                | 16            | Mirage        | 8             | Astralis       |
| Space Soldiers        | 13            | Train         | 16            | Gambit Esports |
| Mecze niskie          |               |               |               |                |
| BIG                   | 16            | Cobblestone   | 12            | North          |
| Virtus.pro            | 7             | Mirage        | 16            | Cloud9         |

| Etap 4                | Etap 4        | Etap 4        | Etap 4        | Etap 4        |
| Drużyna               | Wynik         | Mapa          | Wynik         | Drużyna       |
| Mecze wysokie         | Mecze wysokie | Mecze wysokie | Mecze wysokie | Mecze wysokie |
| --------------------- | ------------- | ------------- | ------------- | ------------- |
| Quantum Bellator Fire | 16            | Train         | 14            | mousesports   |
| Gambit Esports        | 10            | Overpass      | 16            | SK Gaming     |
| Fnatic                | 7             | Inferno       | 16            | Natus Vincere |
| Mecze niskie          |               |               |               |               |
| Space Soldiers        | 16            | Cobblestone   | 8             | BIG           |
| Astralis              | 6             | Train         | 16            | Cloud9        |
| Team Liquid           | 12            | Inferno       | 16            | Vega Squadron |

| Etap 5        | Etap 5 | Etap 5 | Etap 5 | Etap 5         |
| Drużyna       | Wynik  | Mapa   | Wynik  | Drużyna        |
| ------------- | ------ | ------ | ------ | -------------- |
| Fnatic        | 16     | Mirage | 2      | Gambit Esports |
| Vega Squadron | 4      | Mirage | 16     | Cloud9         |
| mousesports   | 16     | Mirage | 13     | Space Soldiers |

## Faza The New Champions
Faza The New Champions, znana w poprzednich majorach jako faza pucharowa lub faza play-off, rozgrywana była standardowym systemie pojedynczej eliminacji. Spotkania rozgrywane były w trybie best-of-3, tzn. o wyniku spotkania decydował mecz na trzech różnych mapach.

### Drabinka
|  | Ćwierćfinały          | Ćwierćfinały          | Ćwierćfinały  |               |           | Półfinały | Półfinały | Półfinały |  |  | Finał | Finał | Finał |  |
|  |                       |                       |               |               |           |           |           |           |  |  |       |       |       |  |
|  | FaZe Clan             | FaZe Clan             | 2             |               |           |           |           |           |  |  |       |       |       |  |
|  | FaZe Clan             | FaZe Clan             | 2             |               |           |           |           |           |  |  |       |       |       |  |
|  | mousesports           | mousesports           | 0             |               |           |           |           |           |  |  |       |       |       |  |
|  | mousesports           | mousesports           | 0             |               | FaZe Clan | FaZe Clan | 2         |           |  |  |       |       |       |  |
|  |                       |                       |               |               | FaZe Clan | FaZe Clan | 2         |           |  |  |       |       |       |  |
|  |                       |                       | Natus Vincere | Natus Vincere | 0         |           |           |           |  |  |       |       |       |  |
|  | Natus Vincere         | Natus Vincere         | Natus Vincere | Natus Vincere | 0         | 2         |           |           |  |  |       |       |       |  |
|  | Natus Vincere         | Natus Vincere         |               |               |           |           |           |           |  |  |       |       |       |  |
|  | Quantum Bellator Fire | Quantum Bellator Fire | 0             |               |           |           |           |           |  |  |       |       |       |  |
|  | Quantum Bellator Fire | Quantum Bellator Fire | 0             |               | FaZe Clan | FaZe Clan | 1         |           |  |  |       |       |       |  |
|  |                       |                       |               |               |           |           |           |           |  |  |       |       |       |  |
|  |                       |                       | Cloud9        | Cloud9        | 2         |           |           |           |  |  |       |       |       |  |
|  | G2 Esports            | G2 Esports            | Cloud9        | Cloud9        | 2         | 0         |           |           |  |  |       |       |       |  |
|  | G2 Esports            | G2 Esports            |               |               |           |           |           |           |  |  |       |       |       |  |
|  | Cloud9                | Cloud9                | 2             |               |           |           |           |           |  |  |       |       |       |  |
|  | Cloud9                | Cloud9                | 2             |               | Cloud9    | Cloud9    | 2         |           |  |  |       |       |       |  |
|  |                       |                       |               |               | Cloud9    | Cloud9    | 2         |           |  |  |       |       |       |  |
|  |                       |                       | SK Gaming     | SK Gaming     | 1         |           |           |           |  |  |       |       |       |  |
|  | SK Gaming             | SK Gaming             | SK Gaming     | SK Gaming     | 1         | 2         |           |           |  |  |       |       |       |  |
|  | SK Gaming             | SK Gaming             |               |               |           |           |           |           |  |  |       |       |       |  |
|  | Fnatic                | Fnatic                | 1             |               |           |           |           |           |  |  |       |       |       |  |

Źródło: hltv.org

### Ćwierćfinały
| Drużyna       | Wynik | Mapa        | Wynik | Drużyna               |
| ------------- | ----- | ----------- | ----- | --------------------- |
| FaZe Clan     | 19    | Nuke        | 16    | mousesports           |
| FaZe Clan     | 16    | Cache       | 9     | mousesports           |
| FaZe Clan     | -     | Train       | -     | mousesports           |
| Natus Vincere | 16    | Mirage      | 4     | Quantum Bellator Fire |
| Natus Vincere | 16    | Inferno     | 7     | Quantum Bellator Fire |
| Natus Vincere | -     | Train       | -     | Quantum Bellator Fire |
| G2 Esports    | 8     | Mirage      | 16    | Cloud9                |
| G2 Esports    | 7     | Overpass    | 16    | Cloud9                |
| G2 Esports    | -     | Cobblestone | -     | Cloud9                |
| SK Gaming     | 19    | Inferno     | 22    | Fnatic                |
| SK Gaming     | 16    | Overpass    | 14    | Fnatic                |
| SK Gaming     | 16    | Mirage      | 12    | Fnatic                |

### Półfinały
| Drużyna   | Wynik | Mapa        | Wynik | Drużyna       |
| --------- | ----- | ----------- | ----- | ------------- |
| FaZe Clan | 16    | Inferno     | 9     | Natus Vincere |
| FaZe Clan | 16    | Mirage      | 7     | Natus Vincere |
| FaZe Clan | -     | Train       | -     | Natus Vincere |
| Cloud9    | 16    | Mirage      | 3     | SK Gaming     |
| Cloud9    | 8     | Cobblestone | 16    | SK Gaming     |
| Cloud9    | 16    | Inferno     | 9     | SK Gaming     |

### Finał
| Drużyna   | Wynik | Mapa     | Wynik | Drużyna |
| --------- | ----- | -------- | ----- | ------- |
| FaZe Clan | 16    | Mirage   | 14    | Cloud9  |
| FaZe Clan | 10    | Overpass | 16    | Cloud9  |
| FaZe Clan | 19    | Inferno  | 22    | Cloud9  |

## Ranking końcowy
| Miejsce          | Drużyna                | Nagroda  | Skład                                          | Trener    |
| ---------------- | ---------------------- | -------- | ---------------------------------------------- | --------- |
| 1.               | Cloud9                 | $500,000 | autimatic, RUSH, Skadoodle, Stewie2K, tarik    | valens    |
| 2.               | FaZe Clan              | $150,000 | Guardian, karrigan, NiKo, olofmeister, rain    | RobbaN    |
| 3.–4.            | Natus Vincere          | $70,000  | Edward, electronic, flamie, s1mple, Zeus       | kane      |
| 3.–4.            | SK Gaming              | $70,000  | coldzera, Fallen, felps, fer, TACO             | dead      |
| 5.–8.            | Fnatic                 | $35,000  | flusha, Golden, JW, KRiMZ, Lekr0               | Jumpy     |
| 5.–8.            | G2 Esports             | $35,000  | apEX, bodyy, kennyS, NBK, shox                 | SmithZz   |
| 5.–8.            | mousesports            | $35,000  | chrisJ, oskar, ropz, STYKO, suNny              | lmbt      |
| 5.–8.            | Quantum Bellatore Fire | $35,000  | Boombl4, balblna, jmqa, Kvik, waterfaLLZ       | iksou     |
| 9.–11.           | Gambit Esports         | $8,750   | AdreN, Dosia, fitch, HObbit, mou               | Andi      |
| 9.–11.           | Space Soldiers         | $8,750   | Calyx, MAJ3R, ngiN, paz, XANTARES              | hardstyle |
| 9.–11.           | Vega Squadron          | $8,750   | chopper, hutji, jR, keshandr, mir              | Fierce    |
| 12.–14.          | Astralis               | $8,750   | dev1ce, dupreeh, gla1ve, Kjaerbye, Xyp9x       | zonic     |
| 12.–14.          | BIG                    | $8,750   | gob b, keev, LEGIJA, nex, tabseN               | kakafu    |
| 12.–14.          | Team Liquid            | $8,750   | EliGE, jdm64, nitr0, Twistzz, zews             |           |
| 15.–16.          | North                  | $8,750   | aizy, cajunb, k0nfig, MSL, valde               | ruggah    |
| 15.–16.          | Virtus.pro             | $8,750   | byali, NEO, pashaBiceps, Snax, TaZ             | kuben     |
| 17.–18.          | AVANGAR                | -        | buster, dimasick, Jame, KrizzeN, qikert        | dastan    |
| 17.–18.          | Renegades              | -        | AZR, jks, NAF, Nifty, USTILO                   | kassad    |
| 19.–21.          | Misfits                | -        | AmaNEk, devoduvek, sgares, SicK, ShahZaM       |           |
| 19.–21.          | Sprout Esports         | -        | Denis, innocent, kRYSTAL, Spiidi, zehN         | tow b     |
| 19.–21.          | Team Envy              | -        | Happy, RpK, ScreaM, SIXER, xms                 | maLeK     |
| 22.–23.          | Flash Gaming           | -        | Attacker, Karsa, kaze, LOVEYY, Summer          | z8z       |
| 22.–23.          | FlipSid3 Tactics       | -        | B1ad3, markeloff, seized, wayLander, WorldEdit |           |
| 24.              | 100 Thieves            | -        | BIT, boltz, HEN1, kNg, LUCAS1                  |           |
| Źródło: hltv.org |                        |          |                                                |           |